# ウラド・アルノルダ (小惑星)
ウラド・アルノルダ (10031 Vladarnolda) は、小惑星帯の小惑星。リュドミーラ・カラチキナがクリミア天体物理天文台で発見した。
ウクライナ出身のロシアの数学者、ウラジーミル・アーノルド(Vladimir Igorevich Arnold)に因んで名付けられた。